# باتريك كيلي (مهندس معماري)
باتريك كيلي (بالإنجليزية: Patrick Keely)‏ هو مهندس معماري أمريكي، ولد في 9 أغسطس 1816، وتوفي في 11 أغسطس 1896.

## معرض صور

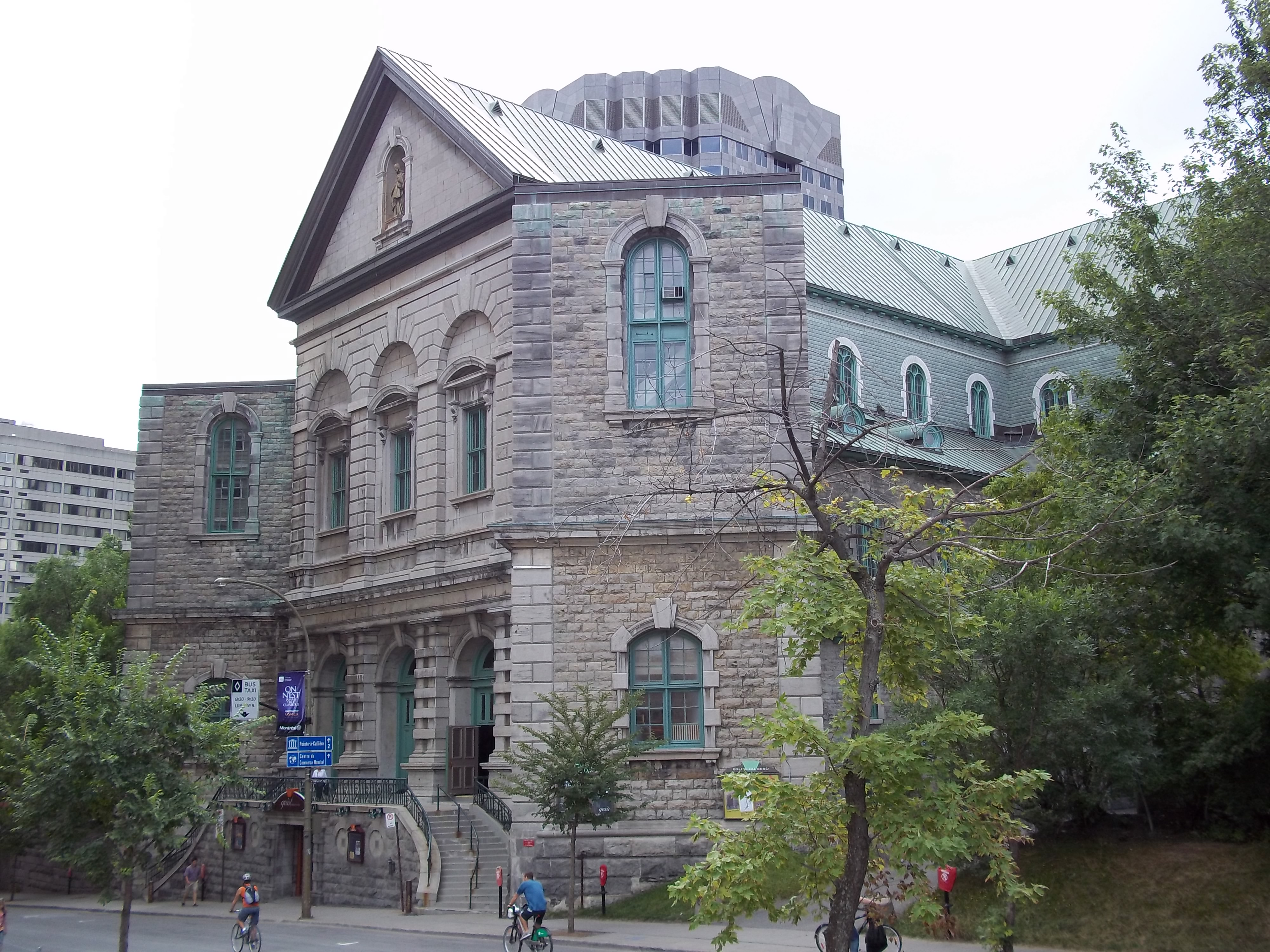
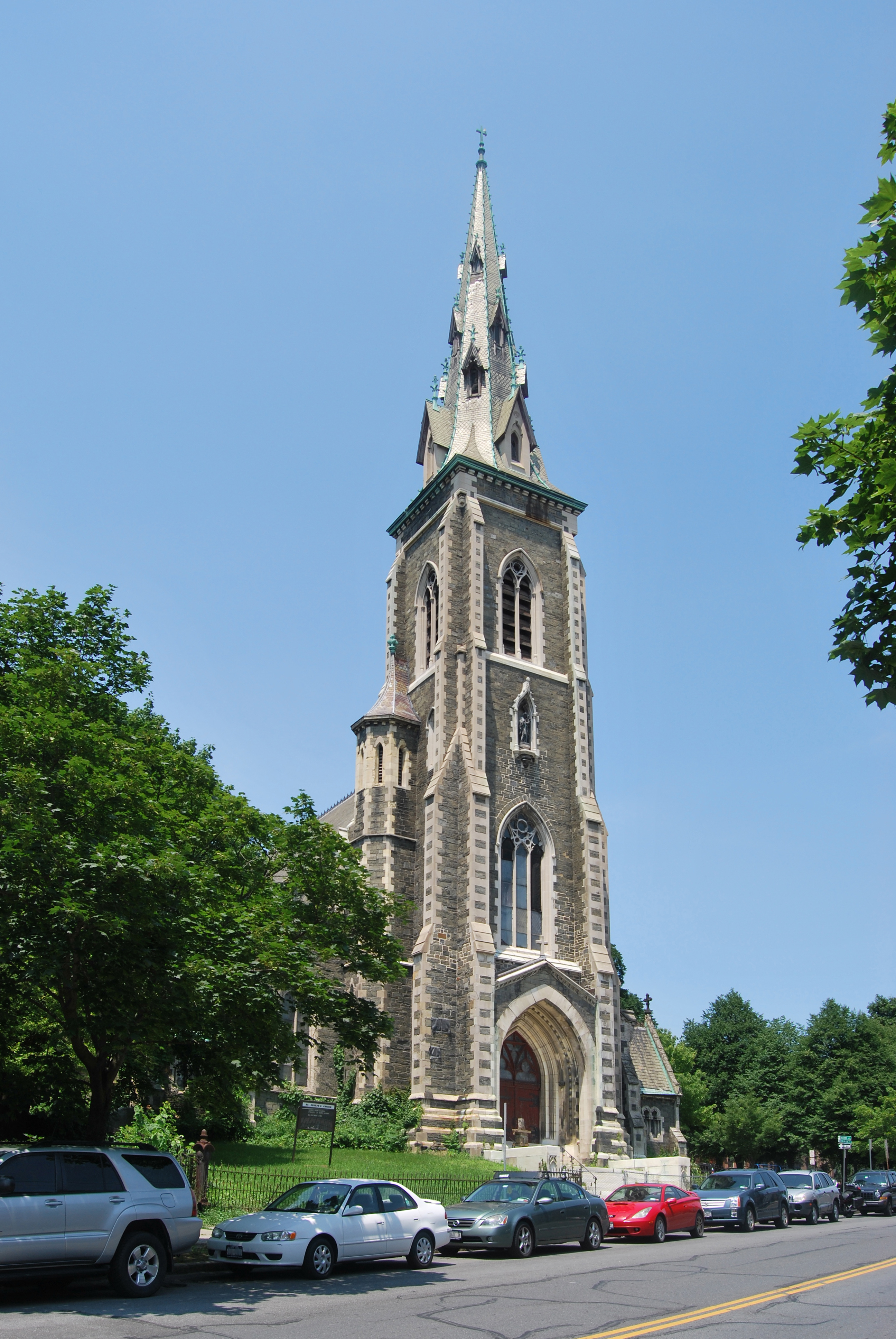
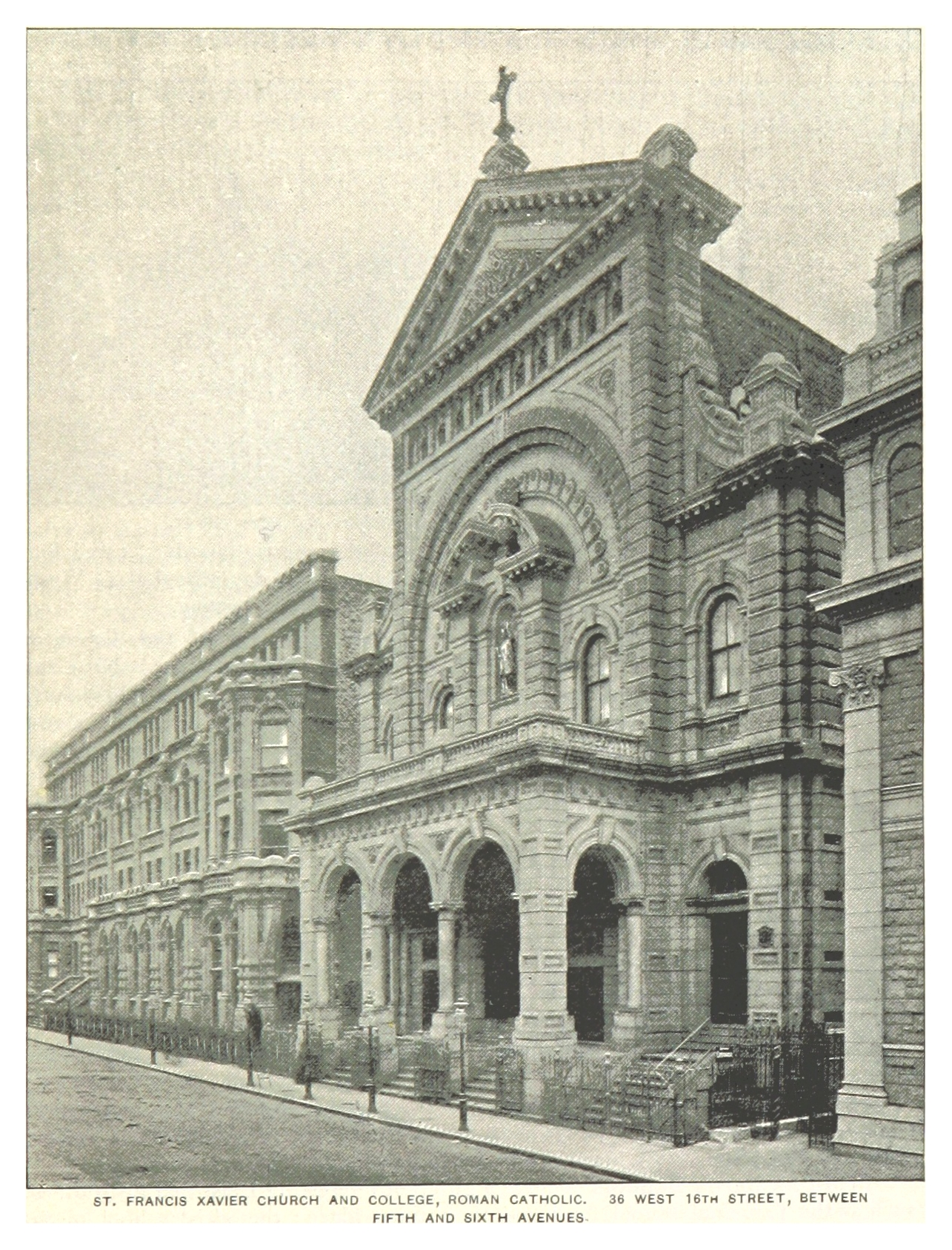